# Johann Nepomuk Geiger
Peter Johann Nepomuk Geiger (Viena, 11 de enero de 1805 - ídem, 29 de octubre de 1880) fue un artista austriaco.
Nacido en Viena, Geiger originalmente quería seguir la tradición familiar y convertirse en un escultor, pero el dibujo y la pintura era su elemento natural. Ilustró Vaterländischen Immortellen (Inmortales de la patria) de Anton Ziegler de 1839-1840. Hasta 1848 se llevó a cabo numerosas ilustraciones de las obras históricas y de la poesía, sino también pinturas al óleo hechas por la Familia Real de Austria.
De regreso de un viaje a Oriente con el príncipe Maximiliano I de México, en 1850 entró en un período particularmente creativo. En 1853 se convirtió en profesor de la Academia de Arte de Viena. Para la Familia Real hizo muchas obras, incluyendo ilustraciones de Goethe, Schiller y William Shakespeare. También ilustró aspectos de la vida oriental. Por sus dibujos eróticos se le recuerda especialmente, aunque es poco probable que fuera el trabajo típico de un pintor de la corte.
Murió también en Viena el 29 de octubre de 1880.

## Trabajos seleccionados

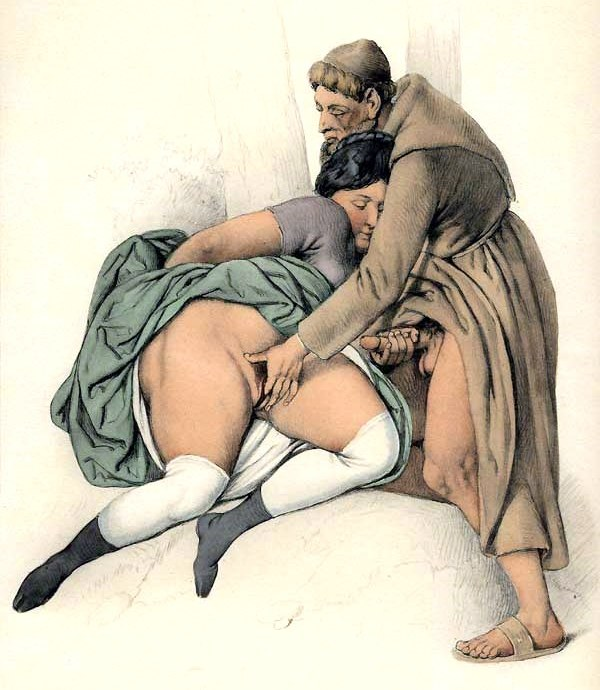
Acuarela erótica de 1840.

- 1839: Ziegler, Anton. Vaterländischen Immortellen aus dem Gebiete der österreichischen Geschichte. 4 vols. Wien, 1840, 1839.
- 1843: Magyar-és Edélyország története rajzolatokban: Geschichte Ungarn's und Siebenbürgen's in Abbildungen ...; Geiger Péter N. János akadémiai képirótól; tervezte és magyar 's német nyelven magyarázta Wenzel Gusztáv. 10 vols. Wien, 1843
- Joseph von Bülow's Memorabilien aus der Europäischen Geschichte für anziehende Weltbegebenheiten, ausgezeichnete Grossthaten, Würdigung der Verdienste von berühmten Männern etc. Aus mehreren Jahrhunderten gesammelt. Mit insgesamt 96 getönten Federlithographien von Johann Nepomuk Geiger auf Tafeln. 2 vols. New York, 1860
- 1861: Historische Handzeichnungen; mit erklärendem Texte von Gustav Adolph Schimmer; mit neunzig Tafeln. Wien: Aus der kaiserlich-königlichen Hof- und Staatsdruckerei, 1861
- Die Schlacht bei Lützen (La batalla de Lutzen)
- Kampf der Tiroler unter Andreas Hofer (The struggle of the Tyrolese under Andreas Hofer)